# Каннский кинофестиваль 2007
Каннский кинофестиваль 2007 года проходил с 16 по 27 мая. Фестиваль проводился в 60-й раз. Отметить это событие было решено созданием фильма «У каждого своё кино», в работе над которым приняли участие 36 кинорежиссёров со всего мира, чья творческая судьба так или иначе связана с Каннским смотром. На заданную тему — зал кинотеатра — каждый приглашённый постановщик снял трёхминутный фильм. Премьера картины «Каждому своё кино» состоялась на пятый день фестиваля (20 мая). Ещё в начале года было названо имя председателя жюри основного конкурса — им стал британский кинорежиссёр Стивен Фрирз. Жюри конкурса дебютов «Золотая камера» возглавил российский режиссёр Павел Лунгин.
Программа фестиваля была объявлена 19 апреля в Париже. Фильмом открытия, как и ожидалось, стала картина «Мои черничные ночи» Вонга Карвая. Всего в основную конкурсную программу были отобраны 22 картины из 13 стран, в том числе новые работы лауреатов «Золотой пальмовой ветви» Гаса Ван Сента, братьев Коэн, Эмира Кустурицы и Квентина Тарантино. Россию в конкурсе представляли сразу две ленты — «Александра» Александра Сокурова и «Изгнание» Андрея Звягинцева. В рамках фестиваля провёл мастер-класс классик мирового кино американский режиссёр Мартин Скорсезе. Закрылся смотр внеконкурсным показом фильма Дени Аркана «Век невинности».
Призёры фестиваля были объявлены 27 мая. Лауреатом «Золотой пальмовой ветви» стал фильм «4 месяца, 3 недели и 2 дня» румынского режиссёра Кристиана Мунджиу. Эта же картина получила приз ФИПРЕССИ. Награда за лучшее исполнение мужской роли досталась российскому актёру Константину Лавроненко (фильм «Изгнание»).

## Жюри
- Стивен Фрирз, режиссёр  (председатель)
- Марко Беллоккьо, режиссёр
- Тони Коллетт, актриса
- Мария де Медейруш, актриса/режиссёр
- Орхан Памук, писатель
- Мишель Пикколи, актёр/режиссёр
- Сара Полли, актриса/режиссёр
- Абдеррахман Сиссако, режиссёр
- Мэгги Чун, актриса

## Фильмы — участники конкурсной программы
- «4 месяца, 3 недели и 2 дня», реж. Кристиан Мунджиу (Румыния)
- «Александра», реж. Александр Сокуров (Россия)
- «Безмолвный свет», реж. Карлос Рейгадас (Мексика — Франция — Нидерланды)
- «Вздох», реж. Ким Ки Дук (Южная Корея)
- «Доказательство смерти», реж. Квентин Тарантино (США)
- «Зодиак», реж. Дэвид Финчер (США)
- «Изгнание», реж. Андрей Звягинцев (Россия — Бельгия)
- «Импорт-экспорт», реж. Ульрих Зайдль (Австрия)
- «Мои черничные ночи», реж. Вонг Карвай (Гонконг — Франция — Китай, фильм открытия)
- «На краю рая», реж. Фатих Акин (Германия — Турция)
- «Хозяева ночи», реж. Джеймс Грэй (США)
- «Завет», реж. Эмир Кустурица (Франция — Сербия)
- «Параноид-парк», реж. Гас Ван Сент (США)
- «Персеполис», реж. Марджан Сатрапи и Венсан Паронно (Франция, дебют)
- «Все песни только о любви», реж. Кристоф Оноре (Франция)
- «Псалмы», реж. Рафаэль Наджари (Франция)
- «Скафандр и бабочка», реж. Джулиан Шнабель (Франция)
- «Лес скорби», реж. Наоми Кавасэ (Япония)
- «Старая любовница», реж. Катрин Брейя (Франция)
- «Старикам тут не место», реж. Братья Коэн (США)
- «Тайное сияние», реж. Ли Чхан Дон (Южная Корея)
- «Человек из Лондона», реж. Бела Тарр (Германия — Франция — Великобритания — Венгрия)

## Фильмы внеконкурсной программы
- «U2 3D», реж. Кэтрин Оуэнс и Марк Пеллингтон
- «Её сердце», реж. Майкл Уинтерботтом
- «Выход на посадку», реж. Оливье Ассаяс
- «Век невинности», реж. Дени Аркан (фильм закрытия)
- «Тринадцать друзей Оушена», реж. Стивен Содерберг
- «Сказки стриптиз-клуба», реж. Абель Феррара
- «Здравозахоронение», Майкл Мур
- «Суспирия», реж. Дарио Ардженто в рамках программы Cannes Classics

## Победители
- Золотая пальмовая ветвь
«4 месяца, 3 недели и 2 дня», реж. Кристиан Мунджиу (Румыния)
- Гран-при
«Скорбный лес», реж. Наоми Кавасэ (Япония)
- Лучшая актриса
Чон До Ён («Тайное сияние»)
- Лучший актёр
Константин Лавроненко («Изгнание»)
- Лучший режиссёр
Джулиан Шнабель («Скафандр и бабочка»)
- Лучший сценарий
Фатих Акин («На краю рая»)
- Приз жюри
«Персеполис», реж. Марджан Сатрапи и Венсан Паронно (Франция, дебют) и «Безмолвный свет», реж. Карлос Рейгадас
- Специальный приз в честь юбилея фестиваля
«Параноид-парк», реж. Гас Ван Сент (США)
- Золотая пальмовая ветвь за короткометражный фильм
«Наблюдая за дождём», реж. Элиза Миллер (США)
- Золотая камера
«Медузы», реж. Этгар Керет (Израиль)
- Особый взгляд
«California Dreamin'», реж. Кристиан Нэмеску (Румыния)
- Приз ФИПРЕССИ
«4 месяца, 3 недели и 2 дня», реж. Кристиан Мунджиу (Румыния)